# ضحكات صارخة (كتاب)
كتاب ضحكات صارخة للكاتب الساخر محمد عفيفي هو نقد لاذع لمجتمع سبعينيات القرن الماضي. لكن القارئ لهذا الكتاب يجده مناسبًا لعصرنا الذي نعيش فيه الآن. بالرغم من فرق الزمن، إلا أن معظم القضايا التي يسخر منها عفيفي في كتابه نجدها مازالت متواجدة في يومنا هذا. الكتاب عبارة عن مقالات صارخة وباكية كُتبت في أواخر السبعينيات وبداية الثمانيات ولكنها مازالت تصف حالنا حتى اليوم في عام 2014 بلا أدنى تغيير؛ المواطن المصري مطحون من عشرات الأعوام ما بين زحام وغلاء وتلوث وغيرها من الأمراض المتفشية في بلادنا. ويدرك القارئ لمثل هذه الكتب أن الشعب المصري بحاجة إلى ثورة على أنظمة الحياة المختلفة التي يعيشها منذ القِدم ولم يحدث لها أي تغير. فحال المواطن الآن كحاله منذ ثلاثين أو أربعين عامًا مضت. يتألف كتاب «ضحكات صارخة» من تسعة فصول؛ لكل فصل عنوانه. كما يضم كل فصل مجموعة من المقالات بخصوص عنوان الفصل. «لاحظت أكثر من مرة أن المنظر الواحد يمكن أن يكون محزنًا جدًا في بعض الأوقات، ويمكن أن يكون -في نفس المنظر- آية في الإضحاك في أوقات أخرى». يجمع عفيفي في هذا الكتاب بعض المواقف التي قد يجتمع فيها التضاد؛ الضحك والحزن معًا. يعتمد أسلوبه على الحكمة المأثورة «شر البلية ما يُضحك». وقد أورد عفيفي بعد الأقوال المأثورة التي دائمًا ما يرددها المواطن المصري. مثله ككل كتابات عفيفي فقد تميز أسلوبه بالسلاسة والوضوح، وتميزت لغته بالعامية التي يتكلم بها عامة الشعب -فقد أورد بعض الكلمات التي تميز البيئة المصرية: (البامية، الدمعة، البوفتيك، الملوخية) وكلها أصناف من الطعام تخص المجتمع المصري- مما يجعل فهم الكتاب واستيعابه مُتاحًا لمختلف الفئات العُمرية والثقافية.

## الفصل الأول (ساعة البطون)
يتكون الفصل الأول «ساعة البطون» من ستة مقالات هي:
- مضحكات ومبكيات
- ست سنية وحلة الملوخية
- عن الشمس والقصب
- دليل المرأة الذكية إلى فراخ الجمعية

1. النصيحة الأولى
2. الزي المناسب
3. الناحية الأخلاقية
4. نهاية المطاف

- طبق سلطة
- صورة غذائية

تدور موضوعات المقالات الستة عن الطعام وكدح المواطن المصري على مر العصور لتوفير لقمة العيش المناسبة له ولأسرته. يكتب عفيفي مقالاته بأسلوب سلس يتناسب مع طبيعة شخصية المواطن المصري البسيط الذي يتحدث إليه ويخاطبه. كما أورد أسماء لأكلات مصرية خالصة يتميز بها المجتمع المصري عن غيره من المجتمعات العربية خاصة والعالمية بشكل عام. ونلاحظ أيضًا حديث الكاتب عن بعض العادات المصرية التي تخص تناول الطعام؛ مثلًا لا يأكل المواطن المصري وجبته بدون المخلل «الطرشي». «أحست سنية هانم برغبة شديدة في أن تتغدى اليوم بالملوخية الخضراء، بشرط أن يكون بجانبها صحن محترم من الطرشي البلدي». ويستعرض عفيفي الأزمة المالية التي دائمًا ما يتعرض لها المواطن المصري البسيط عند شرائه للأطعمة الأساسية ومشكلة ارتفاع أسعار السلع مع الرواتب الضئيلة التي يتقاضاها الموظفون. «قال لي نجيب محفوظ أنه كان فيما مضى يشتري كل هذه الأشياء بقرش صاغ لا غير ويعتبر نفسه مغلوبًا. وقال لي الشاعر مأمون الشناوي أنه كان يشتريها بقرش تعريفة، في حين أكد الرسام رخا أنه كان يأخذها على البيعة. فلما سمعت هذا الكلام كدت ألطم على وجهي، لم يمنعني من ذلك سوى خوفي على النظارة، وأنت تعرف أسعار الشنابر هذه الأيام». في الفصل الأول أورد مشكلة السلع الغذائية التي طالما مثلت مشكلة للمواطن البسيط الذي يكدح ويعمل ليل نهار لتلبية احتياجات أسرته وباله لا يعرف طريقًا للراحة. كما صور طريقة الجائع في تناوله الطعام وأنه لا يفتأ يحصل على ما يحب من الأكلات اللذيذة حتى ينكفأ عليها ولا يستطيع أحد إيقافه عن الالتهام. «أمسكها بكلتا يديه مثلما تمسك آلة الهارمونيكا، وراح ينهش اللحم والدهن حتى أصبحت العظمة عارية تمامًا».

## الفصل الثاني (في الطريق)
يتألف هذا الفصل من خمسة مقالات:
- جولة في شارع الهرم
- من الهرم للجيزة يا قلب لا تحزن
- الخارج مفقود
- وشر البلية ما يضحك
- في طابور الثقافة

في الفصل الثاني يستعرض عفيفي أزمة أخرى من أزمات المجتمع المصري ألا وهي «أزمة المرور» وازدحام الطرق وما يترتب على ذلك من تأخير الموظفين عن أعمالهم وأشغالهم، بالإضافة إلى أزمة الكثافة سكانية التي يعاني منها المجتمع المصري على مر العصور. ويوضح الكاتب شكل الشوارع المصرية وما آلت إليه من هلاك وسوء بناية. "المشي في شارع الهرم ليس رياضة فقط، بل ثقافة أيضًا". يسرد الكاتب ما يمر به المواطن المصري من أحداث مختلفة أثناء مروره بالشوارع حيث يعد الشارع مكان التقاء الثقافات المختلفة. "زمان كنت أنزل من بيتي في الهرم وأركب التاكسي فأصل إلى وسط البلد في أقل من ربع ساعة. ثم زادت المدة إلى نصف ساعة، ثم إلى 45 دقيقة، ثم إلى ساعة، ثم الساعة إلى ساعة ونصف، وأحيانًا تصل إلى ساعتين". ويستعرض أيضًا مشكلة الازدحام الشديد حيث أصبحت الشوارع مكدسة بالسيارات والتي لا تتحرك بسهولة فحركتها كالسلحفاة. "تتحرك السيارات أمتارًا لتقف، وتتحرك لتقف، حتى تصل بعد ربع ساعة إلى ميدان الجيزة لتقف من جديد". تميزت لغة نقد عفيفي بالسخرية الراقية التي استخدمها لنقد هذه الظاهرة التي كانت ولا تزال في شوارع مصر. "في الشارع سرت، وثلاث مرات في ثلاث ثوان، في حُفر الرصيف تكعبلت. ثم كان علي أن أسير في نصف دائرة طويلة لكي أتفادى الخوض في بركة مياه لم يهمني أن أكتشف إن كانت طفح المجاري أو من ماسورة مكسورة، مادامت في النهاية مُنبثقة من واقعنا". كما ناقش مشكلة الطوابير التي تعاني منها مصر حيث يتطلب الحصول على أي شئ الوقوف لساعات في طوابير لا نهاية لها. "ومن بعيد رأيت الطوابير خارج باب المعرض تطول وتطول".

## الفصل الثالث (كل شئ بثمنه)
- المسألة السيفونية
- الناس والماشية
- بيض بالبسطرمة
- الأجيال والحمام
- الإنسان العصري والخروف

يناقش محمد عفيفي مشكلة العمال وما يعانيه المواطن المصري عندما يتطلب الأمر السباك أو النجار. «وأتى السباك -وهذا غريب- في الموعد الذي حدده لي». وعلاوة على ذلك فإن ما يتقاضاه العامل نظير هذه المهنة يُعد حملًا ثقيلًا على المواطن الذي دائمًا ما يتعرض بيته لمثل هذه الأعطال. كما استعرض أيضًا أزمة سعر اللحمة والسلع الغذائية الأخرى. سعر اللحمة يُمثل أزمة لغالبية الشعب المصري الذي لا يقوَ على سعرها. «فقد كنت دائمًا من ذلك النوع الذي يفضل أن يجوع على أن يصفع على قفاه، وأرجو أن تكون مثلي. فلماذا نتحمل هذه الإهانة اليومية، ولماذا نسمح لأنفسنا بأن نفلس ونستدين، في سبيل أن تتدفق الملايين في سبيل الجزاريين وتجار الماشية». كما يُعد الفول هو الوجبة الرئيسية للمواطن البسيط وتناول ذلك أيضًا الكاتب. «وهناك إلى جانب الفول صحن العدس الذي قد تأكله مطبوخًا أو تشربه في شكل شوربة. وفي الشوربة يمكنك أن تخرط بصلة وتنثر شيئًا من الكمون، أو تخلط بها مزيجًا من الخضراوات المهروسة». وتناول عفيفي جانبًا آخر من المجتمع المصري آنذاك؛ الطبقة الأرستقراطية وهي طبقة الأغنياء وكانت قلة قليلة في المجتمع. «قال الزوج وقد بدا عليه الضيق: الغدا حمام والعشا حمام؟ دي حاجة تزهق»47. ومن ضمن المشاكل التي كانت ملازمة للمجتمع المصري هي مشكلة «الخروف» في عيد الأضحى المبارك. شراء الخروف يُمثل أزمة كبيرة للمواطن البسيط ويُعد ثمنه عبئًا كبيرًا عليه. «راحت تلك الأيام السعيدة البعيدة. راحت ولن تعود أبدًا».

## الفصل الرابع (كل سنة وأنت طيب)
- عام جديد هل هو سعيد؟
- أيام اللحمة
- كئيب يوم العيد
- ليلة رأس السنة
- اتفضل شاي
- تحت اللحاف
- داهية عصرية
- وداهية أخرى
- ذهاب وإياب
- الناحية الناموسية
- وأخيرًا
- الفسيخ والناس
- قمر الدين
- شهر من السكر

في الفصل الرابع يتناول عفيفي الأعياد والمناسبات التي يحتفل بها المصريون طوال السنة والعادات المرتبطة بها. يشيع في المجتمع المصري (الكعك، والبسكويت، والبيتي فور) وغيرها من الحلويات التي تخص عيد الفطر المبارك. يناقش الكاتب هذه العادات وأثرها على ميزانية المواطن البسيط الذي لا يقوَ على تلك الأعباء الإضافية. ويستعرض المناسبات المختلفة (كعيد الأم، وعيد الحب، وأعياد الميلاد، ورأس السنة) وغيرها من المناسبات التي تتطلب هدايا وتكاليف باهظة. «وفي الحادي والعشرين من مارس يقع عيد الأم، والأم بالطبع على عيني وراسي، ولكن ما ذنبي أنا حتى أقرض أولادي فلوسًا لا يردونها طبعًا لكي يشتروا بها هدايا لأمهم، وأكون بذلك قد احتفلت بثلاث أمهات لا أم واحدة؟» ومن ضمن المشاكل التي يواجهها الشعب المصري في مثل تلك الأعياد والمناسبات هي الازدحام الشديد والاختناق بسبب تكدس الشعب كافة في الحدائق والمتنزهات للترفيه عن أبنائهم مما يؤدي إلى ضجة كبيرة. «وأمام الحديقة فرامل كثيرة حادة للسيارات، وفي الهواء يطير صبي في جلباب جديد مخطط، أو بنت في فستان أحمر اللون لامع، والتروللي يوشك أن ينفجر بمن فيه من طلاب الفسحة». كما يتحدث عفيفي عن عمر الإنسان وما يفعله خلال عامه أو عمره كله. إذا وضعنا في الحُسبان الأكل والشرب والنوم. يضيع عمر المرء بين نوم وأكل وشرب شاي وحلاقة واستحمام وفي مكالمات التليفون، بالإضافة إلى الوقت الذي يقضيه في الشارع للذهاب إلى العمل أو العودة منه. «هكذا تراءت لي إنجازاتي في صورة قاتمة حقًا». ومن ضمن العادات التي ناقشها الكاتب؛ الحلويات التي تنتشر في المجتمعات في شهر رمضان الكريم واستعرض أيضًا تأثير مثل تلك الأمور على رب الأسرة. «وينتهي رمضان فيأتي عيد الفطر المبارك، كل سنة وأنت طيب. والعيد يحتاج إلى كحك، والكحك يحتاج إلى سكر. السكر في العجمية التي يحشون بها الكحك، أو في الملبن الذي يستخدمونه في بعض الأحيان كبديل للعجمية».

## الفصل الخامس (عن الشمس والبحر)
- الشمس خير من كل ذلك
- عندما تتكلم الألوان
- ورد عليك
- أصوات تحت الشمس
- الهدوء المفقود
- عن البحر والحب المفقود

في هذا الفصل يتحدث الكاتب عن الشمس وأهميتها في المجتمع المصري وأنها مصدر للدفأ والراحة والإسترخاء. يتميز طقس مصر بالاعتدال شتاءً بسبب شمسها، ويتعجب الكاتب من الدول الأوربية وكيف يستطيع أن يعيش فيها سكانها بدون ظهور الشمس أو إطلالها على بلادهم. يوضح عفيفي أهمية الألوان وعلاقتها بالاسترخاء والراحة، كما يستعرض أهمية الهدوء المفقود في بلادنا. «عندي غرام بالألوان بمختلف أنواعها، حتى بعد أن قال لي علماء الطبيعة أنها وهم من الأوهام، ومجرد علاقة خاصة بين الضوء وعدسة العين». ويسوق الكاتب بعض الألوان التي يفضلها وعلاقته بها. «واللون الأخضر ما أحلاه على السفرة في صحن ملوخية خضراء يتصاعد منه البخار المحمل برائحة المرق والتقلية». «واللون الأخضر بالطبع في عيون البنت الحلوة». «ما أحلى اللون الأحمر في حوض ورد بلدي، لونه الضاحك يملأ قلبك سرورًا، وشذاه يملأ صدرك عطرًا». «نعم إن الهدوء كما أسلفنا مطلب صعب المنال في العصر الحديث. ولكن الشمس مازالت حلوة، فالحمد لله مرة أخرى على نعمة شمسنا المصرية الخالدة، وكان الله في عون أخوتنا الأوربيين الغلابة، الذين يرتجفون في هذه اللحظة ويتكتكون وسط ثلوج حضارتهم الباردة التعسة». كما تحدث عفيفي عن البحر وتأثيره على المزاج والراحة النفسية مصورًا ذلك من يجلس أمام البحر متأملًا ويستمع إلى فيروز وهي تُغني (شايف البحر شو كبير). «ومازال صوت فيروز جميلا دافئًا».

## الفصل السادس (حاجات غريبة)
- للصبح
- سيدتي الخصيبة
- موسم وجع البطن
- الحرف المظلوم
- صورة صوتية
- يا عطارين دلوني

في هذا الفصل يستعرض عفيفي عددًا من القضايا الإجتماعية التي يعاني منها الشعب المصري. أولى تلك القضايا هي قضية السهر. ينتقد الكاتب المواطن الذي يسهر ليله لمتابعة برامج التلفاز، وبرامج الإذاعة ثم يذهب إلى عمله في الصباح وهو مرهق وبحاجة مُلحة للنوم. كما أنه ينتقد الإعلام الذي يساعد بدوره على هذه الظاهرة المنتشرة. «للصبح تلك هي فلسفة الإعلام عندنا، كأن النوم المبكر عيب، واليقظة المبكرة حرام، وكأن المواطن الصالح هو الذي يجب أن يصحو من النوم مصدعًا متعبا ويذهب إلى عمله وهو يتثاءب». بالإضافة إلى ذلك، يناقش عفيفي مشكلة الكثافة سكانية في مصر. ويرى أن كثرة الإنجاب (الغير مبررة) من وجهة نظره هي السبب في هذه الكثافة التي تعاني منها مصر. ففي رأيه لا حاجة إلى مزيد من الأطفال لا يقوَ والدان على تعليمهم جيدًا والاهتمام بهم بشكل جيد، كما أن الحكومة لن تستطيع توفير سبل الحياة الكريمة لهم. وينتقد أيضًا الكاتب طرق التعليم العقيمة التي دائمًا ما تؤدي بالطالب إلى الهوة لا إلى القمة والارتفاع. يُفسر تعب الطالب قبيل الامتحان بسبب ما يعانيه طوال العام من مناهج مُكدسة، وأساتذة لا يجيدون الشرح، وفصول تزدحم بالطلاب بطريقة مُنفّرة. «وذلك لأن المقررات طويلة، شوية. والكتب كثيرة، شوية. والكثير منها لا يصرف للطالب إلا قبل الامتحان، بشوية. وإذا وصف بعضها بالرداءة وسوء التعبير والتخلف، يبقى شوية. والطلبة في الفصول والمدرجات أكثر من الازم، شوية». يتحدث محمد عفيفي عن اللغة عربية وإهمالنا لها. من ضمن المفارقات التي طرحها عفيفي هي إلغاء حرف الجيم من قاموس الترجمة وإستبداله بحرف الغين. «ولقد سألت بعض المثقفين والكتاب العرب الذين قابلتهم عن السر في هذا الموقف العدائي من حرف الجيم، فقالوا أنه ليس وجودًا في اللغة العربية وأن الجيم الوحيدة التي يعترفون بها هي الجيم المعطشة كما في جاكتة وبيجامة وأباجورة». «وفي التاريخ والأدب تحول ديجول إلى ديغول، وجاريبالدي إلى غالريبالدي، وجوته إلى غوته، وجوركي إلى غوركي، ولست واثقًا الصراحة إذا كان أهل الهند ينطقون غاندي بالجيم أو بالغين». ينتقد عفيفي الضوضاء التي نعيش فيها ليل نهار. ويرى أنه هو شخصيًا من يطلب هذه الضوضاء ويذهب إليها بقدميه عندما يقرر أن يجلس على قهوة أو كافيه. «وهذه الخلفية لها خلفية أخرى هي عشرات الراديوهات المفتوحة، فلو أن معي جهاز تسجيل لسجلت هذه السيمفونية النادرة وكسبت مليون جنيه من بيعها لإذاعات العواصم الهادئة التي لا يخطر لها امكان توافر كل هذا القدر من الضجيج في مكان واحد». وأخيرًا، تناول الكاتب موضوع العملات وصناعتها وأن حجمها يتضائل في الوقت الذي ترتفع فيه الأسعار. «وبشئ من التفكير قلت لنفسي أن هذا الارتفاع الجنوني في الأسعار قد يكون راجعًا إلى الأحجام الغريبة التي وصلت إليها أوراق البنكنوت. فقد كانت الورقة من فئة العشرة جنيهات في حجم كف اليد، ثم انسخطت بقدرة قادر إلى نصف حجمها تقريبا».

## الفصل السابع (أشياء شخصية)
- عبد الوهاب وأنا.
- الرجل والفيروس.
- خفاش تحت الأضواء.

يضم الفصل السابع موضوعات منوعة ومختلفة. يتحدث عفيفي في البداية عن النجم الكبير محمد عبد الوهاب. يصف عفيفي عبد الوهاب ويتحدث عن ألحانه الرائعة ومقطوعاته وأغانيه التي لا مثيل لها. «وإذا قلت حبيبي فأنا أعنيها، لأنه كان أول فنان يداعب مشاعري ويزغزغ عواطفي بشدة وأنا دون العاشرة من عمري- إذ أن عواطفي قد استيقظت بدري شوية». وفي صعيد آخر، ينتقد عفيفي الطب لعجزه عن ابتكار علاج للأنفلونزا. مع التقدم في الأدوية والأجهزة الطبية إلا أن الطب وقف عاجزًا أمام الأنفلونزا وهذا الفيروس الذي يهد أقوى الرجال. «ومرة أخرى أعلن احتقاري للعلم الحديث الذي يشغل نفسه بالقمر والمريخ ويتناسى ميكروبًا في أنفي». ثم يتحدث عن شخصية الفنان أو الشخص المشهور الذي يخشى الأضواء ويهابها وكأنها خطر رهيب، ومن هؤلاء شخصه.

## الفصل الثامن (الناحية الجغرافية)
يتكون هذا الفصل من أربعة مقالات هي:
- الناس والمطر
- خواطر جغرافية
- سياحة على الخريطة
- خواطر باردة

تدور موضوعات هذا الفصل عن جغرافيا مصر وما لها من تأثير على الطقس. يود مصر طقس حار صيفًا معتدلا شتاءً بفضل شمسها الدافئة التي تسطع على الأراضي المصرية على مدار العام. ويروي الكاتب عن إحساسه في لحظات المطر وما له (المطر) من أثر رائع في نفسه. فالمطر هو نعمة من الله يفرح بها الجميع حتى وإن كان في الطقس البارد في فصل الشتاء. "وصوت المطر كما أسلفنا يطربني أحيانًا، ويحزنني أحيانًا، فهل أجد مع أحد منكم منديلا (نظيفا طبعًا) أجفف به دموع الطرب ودموع الحزن، هنا حيث أجلس في حجرتي المقفلة بجانب المدفأة المشتعلة؟" كما يطرح عفيفي فكرة اختلاف التوقيت بين قارات العالم بسبب خط جرينتش. «من الأشياء التي تزعجني عندما أطلع إلأى السرير في منتصف الليل لكي أنام، أنني أتذكر أن الرجل الأمريكي يكون في هذه اللحظة جالسا مع زوجته وأولاده إلى مائدة الإفطار». «فأنت بذلك ترى أنني معذور في أنني لا أحب خطوط الطول والعرض المنتشرة على سطح هذا الكوكب، وهذا إذا ما افترضنا أنني أحب الكوكب نفسه». ويستعرض الكاتب فكرة السياحة وأن المواطن البسيط لا يملك ثمن التذكرة لذا فقد قرر بأن يقوم برحلته على الخريطة بدلًا من أرض الواقع.

## الفصل التاسع (أشياء محزنة)
- في لحظة حزن وخجل
- جريمة العصفور الوحيد
- مصارعة الديوك
- رجل في محنة
- حكاية إبراهيم أفندي
- الإنتحار لماذا؟
- من التليفون إلى يد الهون
- بطانية زرقاء في الزحام

يستعرض عفيفي في الفصل الأخير بعض المظاهر- المتواجدة في مجتمعنا- التي تستدعي الخجل والحزن. بدء المقال الأول بالفنان الكبير يوسف السباعي حيث يقف عقله عاجزًا عن فهم لماذا تم قتله. «ومما يزيد من بشاعة هذه الجريمة نوع الضحية التي اختارها القاتل لكي ينفس فيها عن مكنون حقارته. فمن في الدنيا يمكن أن تطاوعه نفسه على قتل يوسف السباعي؟ كيف يختار القاتل من بين الرجال جميعًا رجلا من أكثرهم أدبا وذوقا وسماحة وظرفا، ومن أكثرهم عطاء في امتاع الملايين، دعك من أنه من أكثرهم وسامة وبريقا وسحرا شخصيا؟» ويطرح أيضًا موضوع الحرية وأن العصافير عندما تُسجن في أقفاص فإنها تشتاق لحريتها. ويتعرض للعبة يستمتع بها الكثير بالرغم من قساوتها ألا وهي مصارعة الديوك. ويتحدث عفيفي عن ظاهرة دائمًا تحدث في الشوارع المصرية عندما يسرق أحد الأشخاص وترتفع الأصوات بمناداته، حرامي! حرامي! دائمًا ما يقوم الناس بالإمساك به وضربه قبل تسليمه للشرطة. يتعجب الكاتب من هذا الأسلوب، حيث يجب تسليمه مباشرة ليلقى جزاءه من دون هذه العقوبات الشخصية. «ولماذا أطبق على الرجل عقوبة الضرب المبرح الذي قد يفضي إلى الموت في حين أنني أعرف أن السرقة عقوبتها الحبس لا الضرب؟ فالمسألة كلها عبارة عن شحنة شديدة من الرغبات العدوانية المكبوتة في أعماق تلك النفوس الشريفة والتي تنتظر الفرصة للانطلاق وياحبذا لو كانت هذه الفرصة في سبيل مقصد ظاهر شريف». يطرح مشكلة ربات البيوت الذين لا يكفون عن الطلبات والتذمر وعدم مراعاة أحوال الزوج المالية. الزوجة المصرية كثيرة الطلبات ولا تهدأ، أو حتى تنتظر الفرصة المناسبة لتحقيقها. كما يناقش ظاهرة أصبحت منتشرة جدًا في هذه الأيام وهي ظاهرة الإنتحار. فيتعجب من أناس عاشوا حياة رائعة ثم ينتهي بهم المطاف منتحرين، مثل إرنست همينغوي. وبذلك فقد تناول عفيفي الكثير من القضايا والموضوعات الاجتماعية ونقدها بأسلوب ساخر رائع ليسمح للقارئ للاستفادة من آرائه وتقبلها بسعة صدر.